# Championnats du monde de char à voile 2012
Navigation
2010 2014
Les 13e championnats du monde de char à voile 2012, organisés par le pays hôte sous l'égide de la fédération internationale du char à voile, se sont déroulés, du 8 au 15 juillet 2012, à Cherrueix dans le département d'Ille-et-Vilaine en France,.

## Podium en individuel
| Épreuve            | Or                  | Argent                 | Bronze              |
| ------------------ | ------------------- | ---------------------- | ------------------- |
| Classe Standart    | François Garnavault | Benoît Lefeuvre        | Waldemar Konopka    |
| Classe 2           | Hugo Perron         | Pascal Demuysere       | Henri Demuysere     |
| Classe 3           | Victor Artus        | Clément Touron         | Egon Plovier        |
| Classe 5 Sport     | François Papon      | Brice Petit            | Aurélien Morandière |
| Classe 5 Promo     | Quentin Alvarez     | Augustin Descure       | Grégory Ribery      |
| Classe 8 kitebuggy | John Jansen         | Bernd Spiering         | Sebastian Thomes    |
| Mini Yacht         | Sven Kraja          | François-Xavier Fiquet | Laurent Guerin      |

| Épreuve            | Or              | Argent               | Bronze                  |
| ------------------ | --------------- | -------------------- | ----------------------- |
| Classe Standart    | Morgane Floc'h  | Anne Lefebvre        | Julie Saubain           |
| Classe 3           | Hélène Cazier   | Marie-Pierre David   |                         |
| Classe 5 Sport     | Gita Steinhusen |                      |                         |
| Classe 5 Promo     | Sara Teirlynck  | Clémence Lambert     | Charlotte Lambert       |
| Classe 8 kitebuggy | Annika Grabb    | Emilie Ravaux        | Stéphanie Le Trionnaire |
| Mini Yacht         | Marie Clouet    | Christel marie Kranz | Caroline Hart           |

## Tableau des médailles par nation
| Rang | Nation    | Or | Argent | Bronze | Total |
| ---- | --------- | -- | ------ | ------ | ----- |
| 1    | France    | 5  | 5      | 3      | 13    |
| 2    | Allemagne | 1  | 1      | 1      | 3     |
| 2    | Pays-Bas  | 1  | -      | -      | 1     |
| 4    | Belgique  | -  | 1      | 2      | 3     |
| 5    | Danemark  | -  | -      | 1      | 1     |

| Rang | Nation      | Or | Argent | Bronze | Total |
| ---- | ----------- | -- | ------ | ------ | ----- |
| 1    | France      | 3  | 3      | 1      | 7     |
| 2    | Allemagne   | 2  | 1      | -      | 3     |
| 3    | Belgique    | 1  | 1      | 2      | 4     |
| 3    | Royaume-Uni | -  | -      | 1      | 1     |